# Kariska
Kariska är ett utdött språk som en gång talades i Karien vid den egeiska kusten i Mindre Asien i nuvarande Turkiet. Språket är känt i skrift mellan 750 och 250 f.Kr. och tillhör anatoliska språk bland de indoeuropeiska språken. Omkring 200 inskrifter är kända; de äldre från Egypten där karier tjänstgjorde som legosoldater. Språket skrevs med ett särskilt alfabet med 45 tecken baserat på det grekiska alfabetet, men de fonetiska värdena var helt annorlunda.

## Lexikon
| Kariska | Svenska |
| ------- | ------- |
| ala     | häst    |
| en      | moder   |
| gela    | kung    |
| gissa   | sten    |
| mnos    | son     |
| nu      | nu      |
| parna   | byggnad |
| qan     | hund    |
| sb      | och     |
| ted     | far     |